# Kustartilleribatteri Maksim Gorkij I
Kustartilleribatteri Maksim Gorkij I var ett kustartilleribatteri som skulle skydda hamnstaden Sevastopol. Batteriet kom att spela en viktig roll i det sovjetiska försvaret av staden under belägringen, från 30 oktober 1941 till 4 juli 1942. Batteriet hade två kraftigt bepansrade dubbeltorn med 305 millimeters kanoner ovanför markytan, under mark fanns ammunitionsdurkar och förläggningar i en bunker av armerad betong. Batteriet hade börjat byggas 1912 men byggnadsarbetet avbröts 1915, efter revolutionen och inbördeskriget så återupptogs arbetena på batteriet 1928 och batteriet var färdig 1934. Batteriets kanoner var slagskeppskanoner från första världskriget som hade en räckvidd på närmare 30 kilometer och avfyrade granater som vägde 446 kg. Detta gav möjligheten att understödja de försvarande sovjetiska förbanden under belägringen av staden med träffsäker och kraftfull eld. Batteriet hade en kraftig nackdel när det gällde försvaret mot framryckning från landsidan, genom att kanonerna bara kunde skjuta flackbaneeld så hade man ingen möjlighet att bekämpa mål som grupperats bakom kullar.